# مانويل غارسيا
مانويل غارسيا (بالإسبانية: Manuel García)‏ (8 يوليو 1988 روساريو الأرجنتين - ) هو لاعب كرة قدم أرجنتيني يلعب كحارس مرمى.

## روابط خارجية
- مانويل غارسيا على موقع قاعدة بيانات كرة القدم.إي يو (الإنجليزية)
- مانويل غارسيا على موقع Soccerway.com (الإنجليزية)